# Almiakowo
Almiakowo (ros. Альмяково) – wieś (sieło) w Rosji, w obwodzie tomskim, w rejonie pierwomajskim. W 2010 liczyła 358 mieszkańców.